# Ollie Klee
Pour les articles homonymes, voir Klee.
Ollie Chester Klee (né le 20 mai 1900 et mort le 9 février 1977) était un voltigeur de la Major League Baseball. Surnommé « Babe », il a joué pour les Reds de Cincinnati .
Klee a fréquenté l'Université de l'Ohio vers 1922-1924, mais était connu comme un joueur de football vedette. Il a été une mention honorable pour le demi-arrière All-American en 1924. Il a également joué au baseball à l'université ,.